# Karabet Geçidi
Karabet Geçidi (turco, passo di Karabet in italiano) è un valico situato in Turchia a 2985 m s.l.m..
La sua sommità è percorsa da una strada asfaltata che – pur trovandosi in un'area esterna ai confini geografici dell'Europa –  è tra le più alte situate in stati europei.

## Descrizione
Il valico è ubicato nell'Altopiano armeno in Anatolia Orientale, tra le montagne del Tauro sudorientale (in turco Güneydoğu Toroslar) e mette in comunicazione i distretti di Bahçesaray e di Çatak, entrambi facenti parte della Provincia di Van. In prossimità del passo è possibile la pratica dello sci.

## Strada
La strada provinciale 65-61 prende il via dalla città di Bahçesaray (1679 m s.l.m.) e si dirige verso est, raggiungendo con una serie di tornanti i 2 985 m del passo. Attraversato l'omonimo tunnel stradale (Karabet Kar Tüneli in turco), inaugurato nel 2016, la strada discende al villaggio di Yukarınarlıca (2321 m s.l.m.) nel distretto di Çatak, dopo aver percorso una distanza complessiva di 35 km. Proseguendo la sua discesa per ulteriori 11 km, la strada raggiunge ad una quota di circa 2 000 m il bivio con la strada provinciale 65-50, direttrice di collegamento tra la città di Çatak e il capoluogo provinciale Van.
L'intero tratto stradale è soggetto a valanghe: quelle del 4 e 5 febbraio 2020 che interessarono il versante orientale causarono la morte di 42 persone.